# Felix English
Pour les articles homonymes, voir English.
Felix English, né le 11 octobre 1992 à Brighton, est un coureur cycliste irlandais.

## Biographie
En 2010, il s'illustre lors des championnats d'Europe sur piste en battant lors des huitièmes de finale du tournoi de vitesse  le multiple champion olympique Chris Hoy.

## Palmarès sur route

### Par année
- 2010
  - 2e étape de l'Isle of Man Junior Tour
  - 1re (contre-la-montre) et 6e étapes du Tour d'Irlande juniors
- 2011
  - 2e du championnat d'Irlande sur route espoirs
- 2012
  -  Champion d'Irlande du critérium
  - 4e étape du Tour of the North
- 2013
  - Otley Grand Prix
  - 3e du Colne Grand Prix
  - 3e du Beverley Grand Prix
- 2015
  - Beverley Grand Prix
  - 3e du Colne Grand Prix
- 2016
  - 3e de l'Otley Grand Prix

### Classements mondiaux
| Année            | 2014 |
| ---------------- | ---- |
| UCI Oceania Tour | 26e  |

## Palmarès sur piste

### Jeux olympiques
- Tokyo 2020
  - 12e de la course à l'américaine

### Championnats du monde
- Londres 2016
  - 10e du scratch
- Hong Kong 2017
  - 6e de l'américaine[3]
  - 19e du scratch[4]
- Apeldoorn 2018
  - 9e de l'américaine[5]
  - 19e de l'omnium[6]
- Pruszków 2019
  - 11e de l'américaine
  - 18e du scratch

### Coupe du monde
- 2016-2017
  - 1er de l'américaine à Los Angeles (avec Mark Downey)
  - 2e de l'américaine à Cali
- 2019-2020
  - 1er du scratch à Glasgow